# Porto Azzurro
Porto Azzurro – miejscowość i gmina we Włoszech, w regionie Toskania, w prowincji Livorno; na wyspie Elba, położonej 130 km na południowy wschód od Florencji oraz około 90 km na południe od Livorno.
Według danych na rok 2004 gminę zamieszkiwało 3211 osób, 247 os./km².

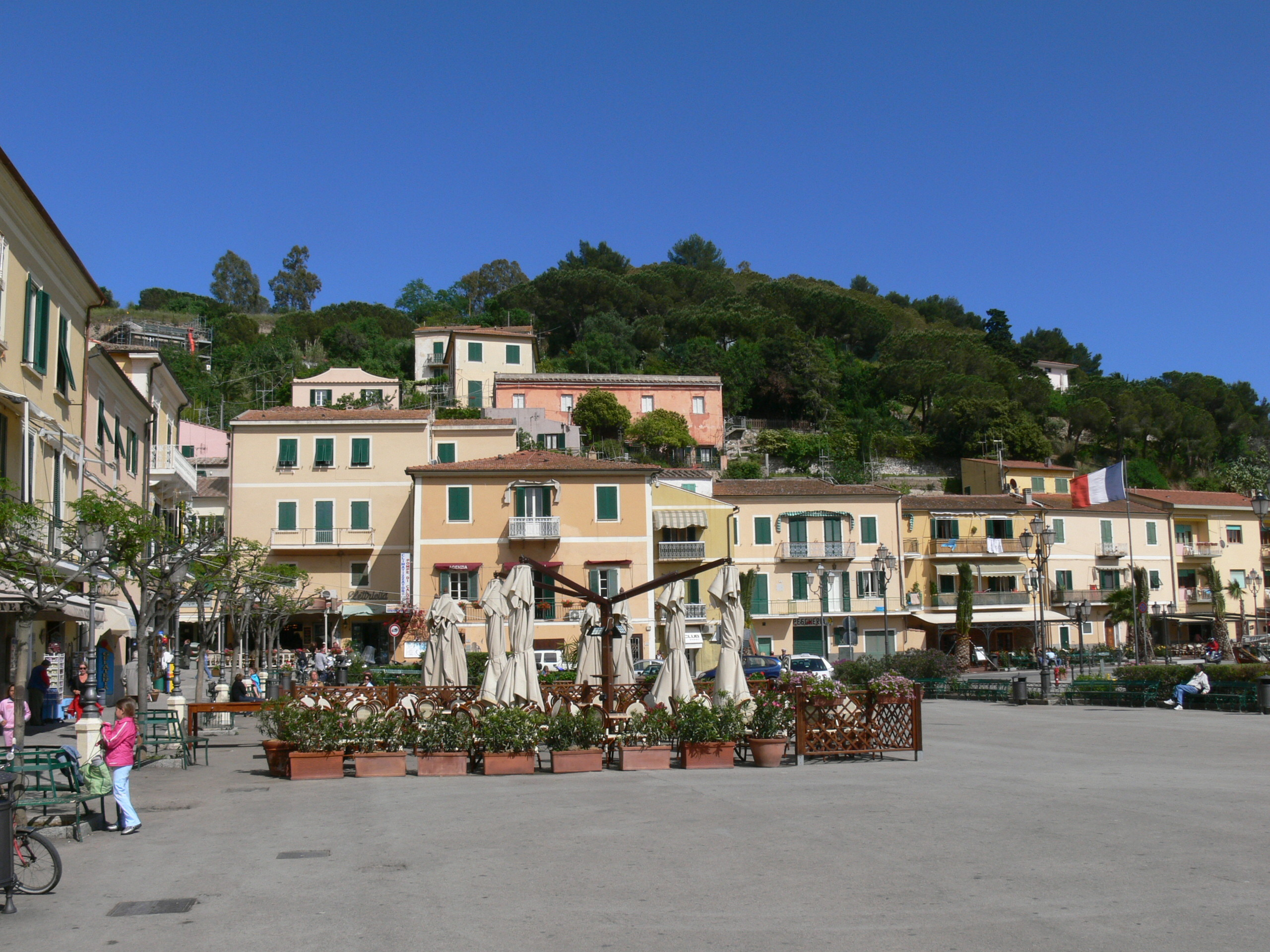
Rynek